# 佐賀城公園

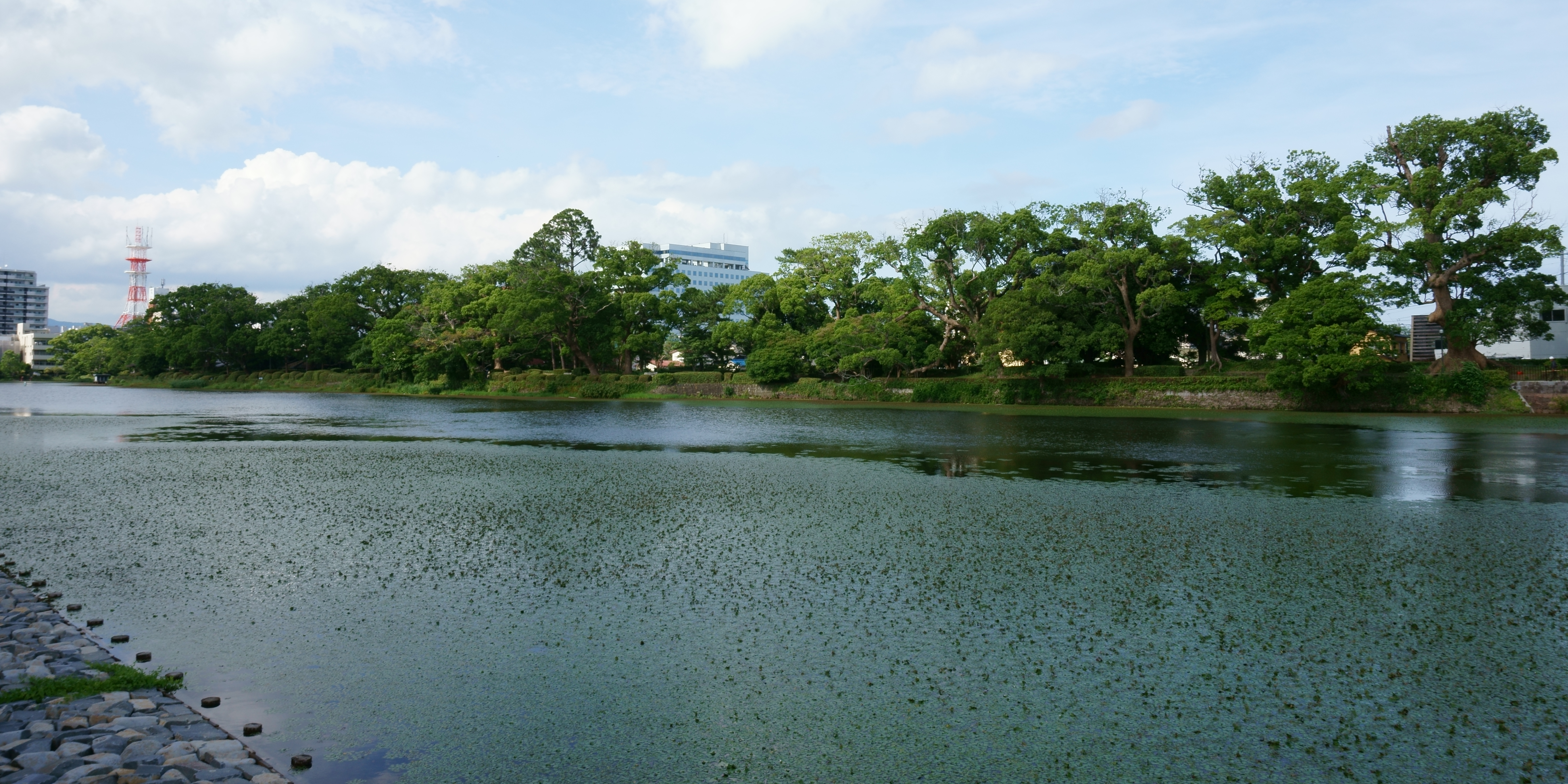
佐賀城公園を囲う堀（写真は西堀）と佐賀県の天然記念物「佐賀城址の楠」に指定されている楠並木

佐賀城公園（さがじょうこうえん）は、佐賀県佐賀市城内にある佐賀城跡を中心とした県立の都市公園（総合公園）である。佐賀県庁など行政の中心部近くにあり、三方を濠に囲まれた公園は市民の憩いの場となっている。1989年（平成元年）7月28日には日本の都市公園100選に、2007年（平成19年）2月5日には日本の歴史公園100選の一つに選定された。

## 概要

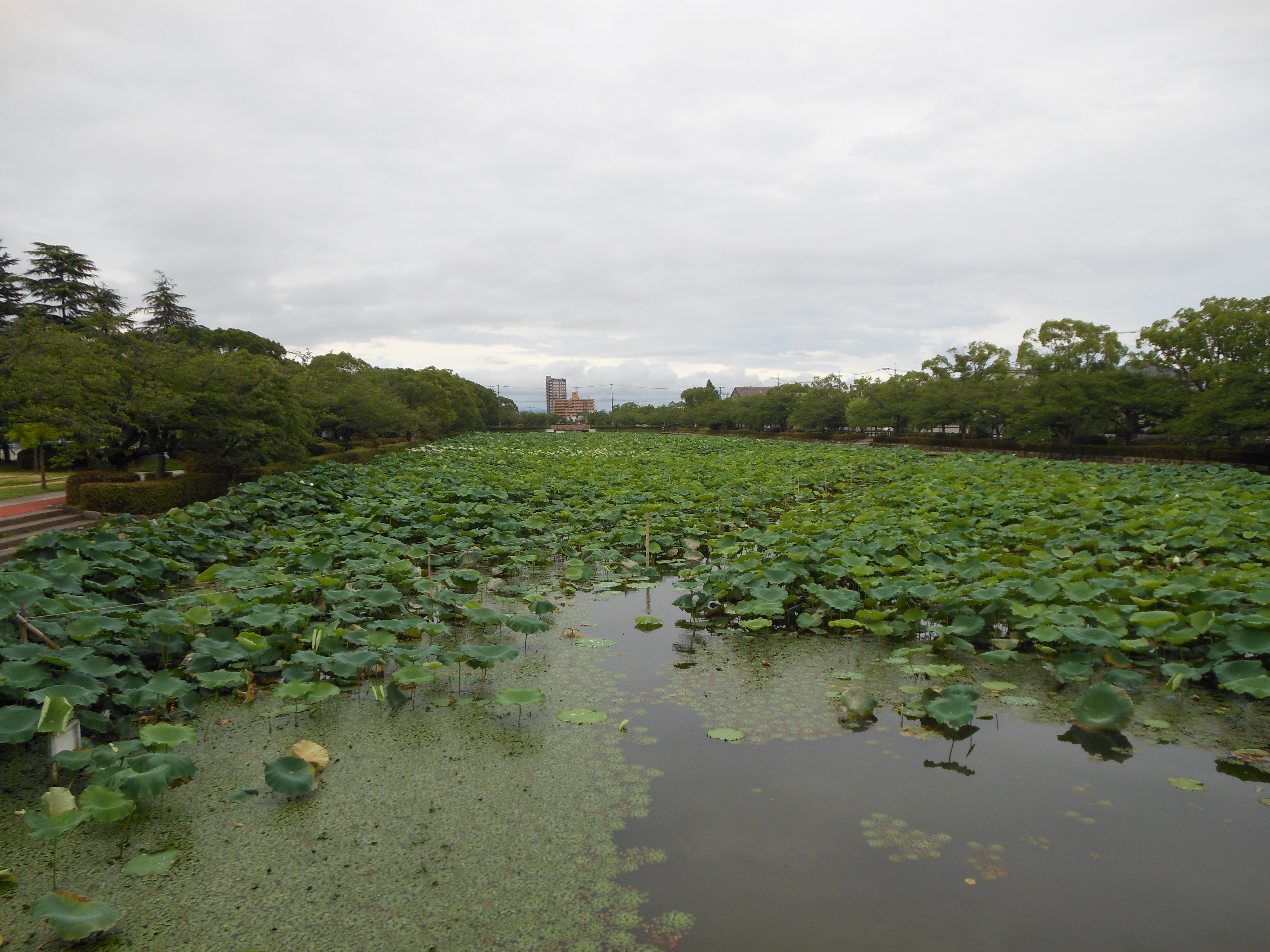
再生事業が行われている南掘の蓮（2016年撮影）

佐賀城公園は佐賀市城内のうち、佐賀城本丸歴史館や鯱の門周辺、県立博物館・美術館周辺、県立図書館周辺、万部島、北・西・南の各濠とその周辺を公園区域とする。計画面積は約31.8ha。濠の周辺は桜の名所として知られ、花見の季節には多くの花見客でにぎわう。濠の周辺には樹齢300年を超える大楠が多くみられ、「佐賀城趾の楠群」として県の天然記念物に指定されている。また、南濠は過去は一面蓮に覆われ、美しい花が市民の目を楽しませていたが、ミシシッピアカミミガメが原因とみられる食害で全滅し、現在再生に向けた取り組みが行われている。
濠をめぐる様に周回園路が整備され、市民の散策路、コミュニケーションの場として親しまれている。

## 沿革
- 1869年（明治2年） - 版籍奉還。佐賀城が廃城される。本丸御殿は佐賀藩庁として使用される事となり、引き続いて政庁となる[2]。
- 1871年（明治4年） - 廃藩置県。本丸御殿は佐賀県庁となる[2]。
- 1874年（明治7年） - 城内に佐賀裁判所が設置。
- 1883年（明治16年） - 佐賀変則中学校（後に佐賀県佐賀中学校）が松原の弘道館跡から城内の本丸跡に移転、佐賀県庁が本丸跡から弘道館跡に移転し、入れ替わる[2]。
- 1886年（明治19年） - 本丸の佐賀始審裁判所跡に佐賀県師範学校が移転[2]。
- 1887年（明治20年） - 城内北西部の現在地に佐賀県庁が移転、新庁舎落成。
- 1895年（明治28年） - 弘道館跡地から城内西部に佐賀県佐賀中学校（後に佐賀県立第一高等学校→佐賀県立佐賀高等学校→3校に分校し現在は佐賀県立佐賀西高等学校が所在する）が移転。
- 1907年（明治40年） - 本丸の東部に佐賀市立佐賀商業学校（後に佐賀県立佐賀商業学校→佐賀県立佐賀商業高等学校、現在は神野東へ移転）設置[2]。また、佐賀県師範学校が本丸から三の丸・西の丸に移転。
- 1909年（明治42年） - 赤松尋常小学校が本丸の西部に移転[2]。
- 1913年（大正2年） - 鍋島家が佐賀図書館を建設。
- 1929年（昭和4年） - 佐賀図書館が県に移管、佐賀県立図書館となる[2]。
- 1930年（昭和5年） - 佐賀市議会で佐賀地方都市計画区域を決定[2]。
- 1933年（昭和8年） - 鍋島家が城濠を佐賀市に寄贈、市は一部の埋め立てを開始[2]。
- 1935年（昭和10年） - 北濠の一部を埋め立て、北濠端を東西に貫く道幅15mの貫通道路（旧国道34号、現国道264号）が開通[2]。
- 1958年（昭和33年） - 赤松小学校内にあった旧佐賀城本丸御座間の建物を、水ヶ江3丁目の大木公園に移築、公民館「南水会館」となる[2][3]。
- 1960年（昭和35年） - 佐賀県立佐賀商業高等学校が神野東4丁目に移転。
- 1963年（昭和38年） - 市村記念体育館が竣工[2]。
- 1968年（昭和43年） - 二の丸にNHK佐賀放送会館が竣工し移転する[2]。
- 1970年（昭和45年） - 三の丸に佐賀県立博物館が開館[2]。
- 1983年（昭和58年） - 三の丸に佐賀県立美術館が開館[2]。
- 2002年（平成14年） - 佐賀市告示（平成14年9月13日佐賀市告示第99号）により城内周辺を高度地区（建築物の高さを15m以下に規制）に指定。
- 1993年（平成5年） - 佐賀市立赤松小学校が中の館町に移転[2]。
- 1998年（平成10年） - 北濠を跨ぎ南北を結ぶくすの栄橋（市道佐賀駅末次線）が開通[2]。
- 2004年（平成16年） - 本丸に佐賀県立佐賀城本丸歴史館が開館[2]。南水会館は再び本丸に移築改修され、「御座間」に戻る。
- 2009年（平成21年） - 旧佐賀県警察部庁舎が城内東部に移築、さがレトロ館として開館。
- 2017年（平成29年） - 本丸鯱の門北側に鍋島直正銅像が完成。
- 2018年（平成30年） - 西御門橋南側に島義勇銅像が完成。
- 2022年（令和4年） - NHK佐賀放送会館が松原に移転。

### クスノキ

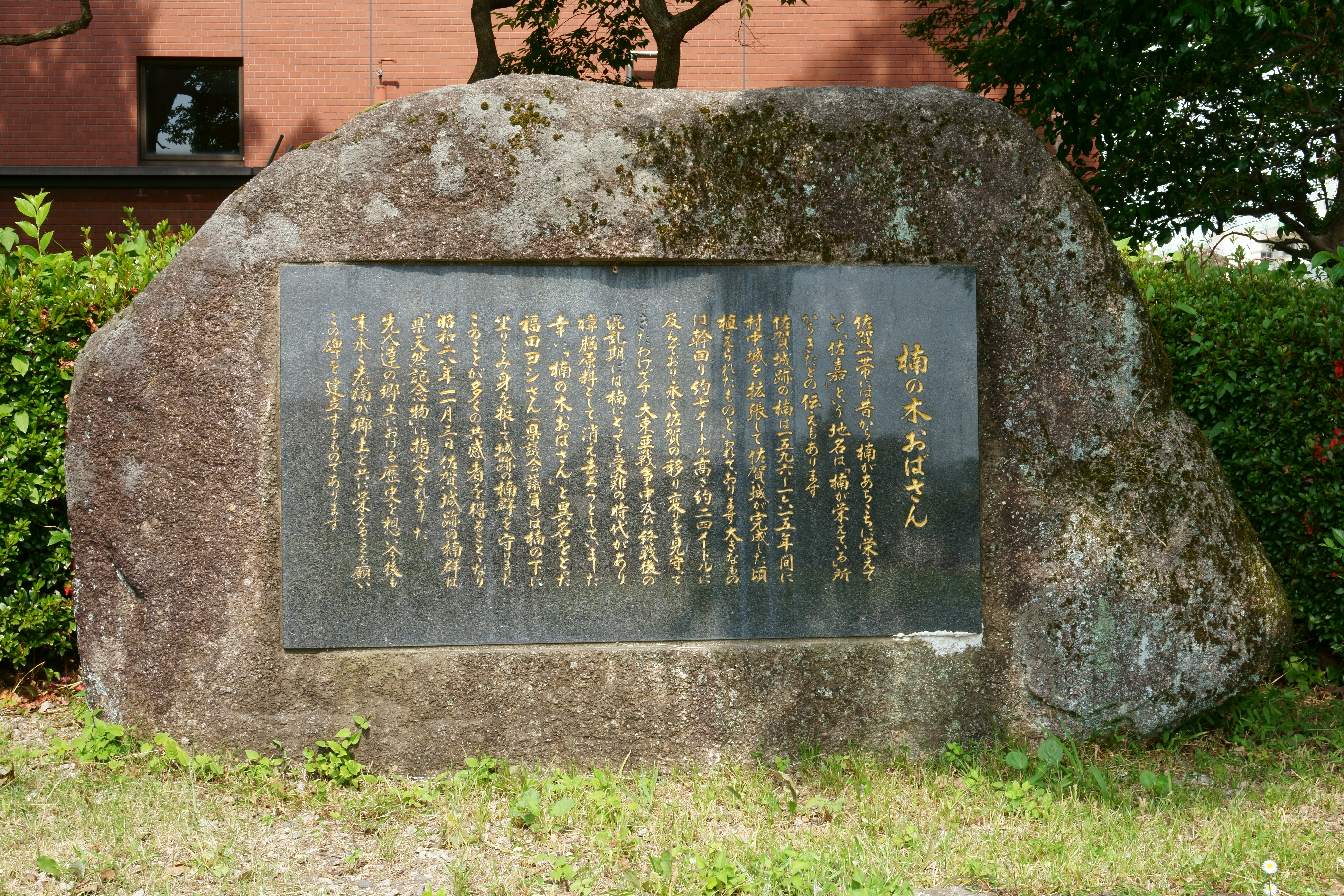
福田ヨシの功績を記した「楠の木おばさん顕彰碑」（西堀端）

濠周辺に多くみられる楠は、平城である佐賀城で、敵から城内が見通されることのないよう植えられたものである。佐賀城は有事の際には主要部以外を水没させて敵軍の侵攻を防ぐ機構があることで、別名「沈み城」とも言われているが、一説には他の城が城下から離れると天守が高々とそびえて見えるのに対して、佐賀城では逆に楠などに隠れて見えなくなるためだともいわれている。
終戦直後、納税に困った旧藩主の鍋島家が楠を売却しようとしたが、佐賀県早津江村（現：佐賀市川副町）の女子教育者で後に佐賀県初の女性県議会議員となる福田ヨシが中心となった保存運動で守られた。1980年（昭和55年）には公園内にヨシの功績をたたえる顕彰碑が建立されている。また、1998年（平成10年）に北濠を渡る「くすの栄橋」が架橋された際には、建設地にあった推定樹齢350年の大楠を橋の南東に移植している。

## 佐賀城下再生百年構想
佐賀城公園は1961年（昭和36年）の事業開始より様々な計画が進んでいるが、2004年（平成16年）の佐賀城本丸歴史館開館に伴い、佐賀市の観光拠点として周辺地域と一体感のある整備を進める「佐賀城下再生百年構想」が2007年（平成19年）3月に制定され、これに基づく整備が現在進められている。計画では鍋島氏より寄付を受けた佐賀市が1933年（昭和8年）に埋め立てた東濠の復元整備が盛り込まれており、2011年（平成23年）5月9日より復元工事がNHK佐賀放送局東側で始まっている。またそのNHK佐賀放送局も佐賀市白山に移転が決まった佐賀商工会館の跡地（佐賀市松原・佐賀県庁北側）に移転することが決定した。

### 公園区域から移転した施設
- 佐賀市立赤松小学校
- 佐賀高等予備校
- 佐賀商工共済協同組合（破産後に敷地を県が購入）
- 佐賀城内郵便局
- 佐賀県森林会館
- NHK佐賀放送局

このほか、公園に近接する西城内と佐賀市水道局跡地の2か所で進行していたマンション建設用地を市や県が購入し、中止させている。

### 公園区域から移転が決定または検討されている施設
- 佐賀合同庁舎

## 施設
県を代表する都市公園であり、歴史建築物や文教施設が設置されている。
- 佐賀城本丸歴史館
- 佐賀県立博物館 - 明治百年記念事業として1970年（昭和45年）開館。DOCOMOMO JAPAN選定 日本におけるモダン・ムーブメントの建築選定。
- 佐賀県立美術館 - 県政100年記念事業として1983年（昭和58年）開館。
- 佐賀県立図書館 - 前身は1913年（大正2年）に鍋島氏が建設した佐賀図書館。1929年（昭和4年）県に移管。DOCOMOMO JAPAN選定 日本におけるモダン・ムーブメントの建築選定。
- 市村記念体育館 - 1963年（昭和38年）、リコー創業者市村清より寄贈。
- 茶室『清恵庵』 - 1973年（昭和48年）、市村清婦人より寄贈。
- 古賀忠雄彫刻の森 - 佐賀市出身の彫刻家、古賀忠雄の作品が野外展示されている。
- さがレトロ館 - 元佐賀県警察部庁舎。2009年（平成21年）開館。
- 鍋島直正銅像
- 島義勇銅像
- くすの栄橋 - 1998年（平成10年）架橋。1999年都市景観大賞。
- 岡田三郎助アトリエ - 2018年（平成30年）開館。佐賀県出身の洋画家岡田三郎助が明治41年ごろに東京都渋谷区恵比寿の自宅隣に建設したアトリエを移築。

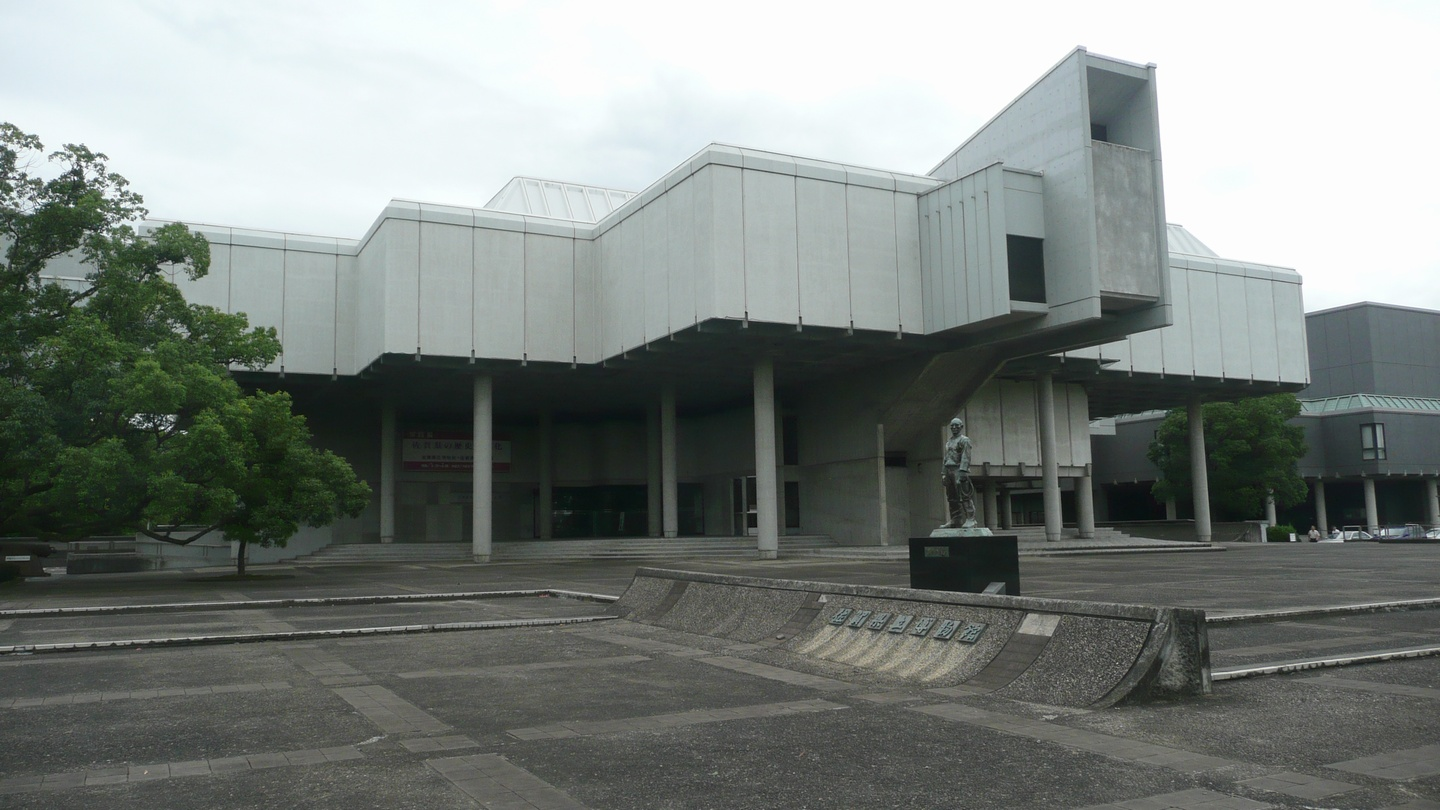
佐賀県立博物館
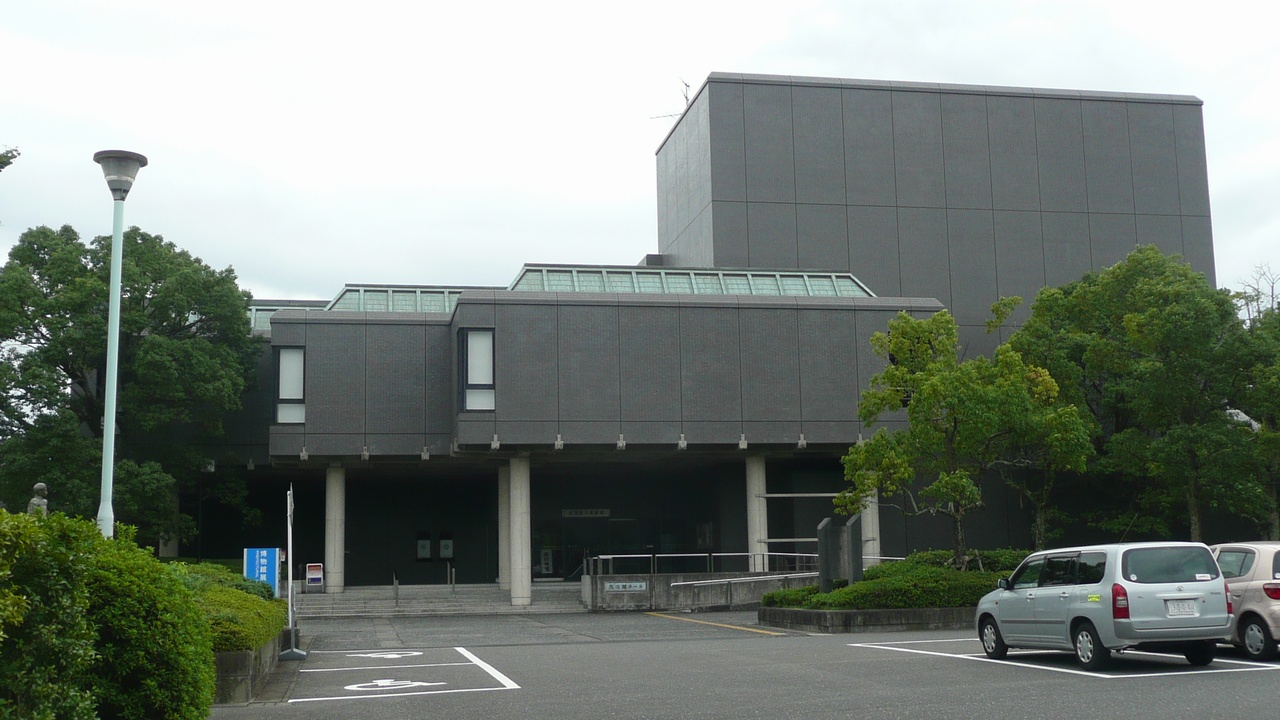
佐賀県立美術館
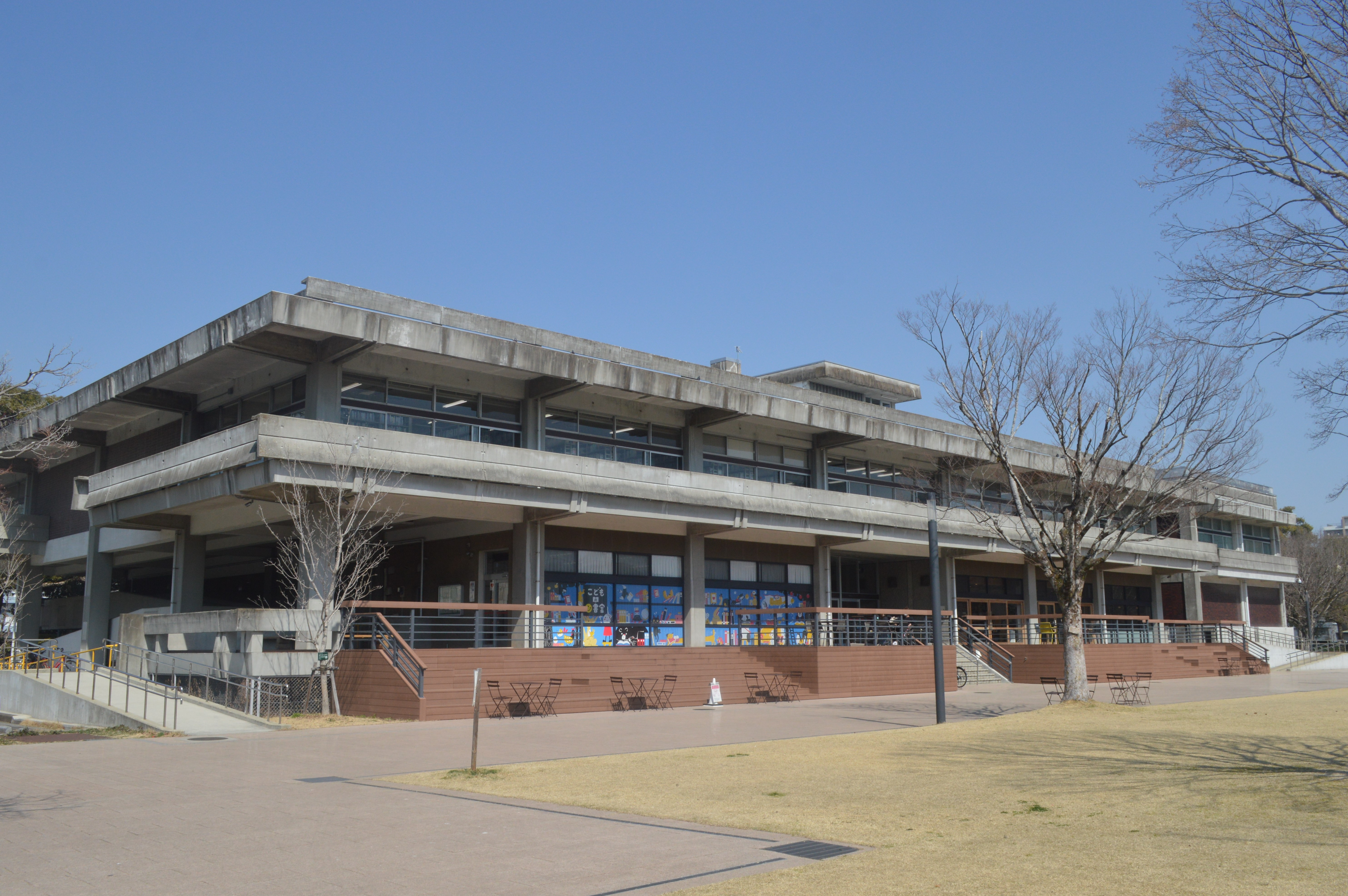
佐賀県立図書館
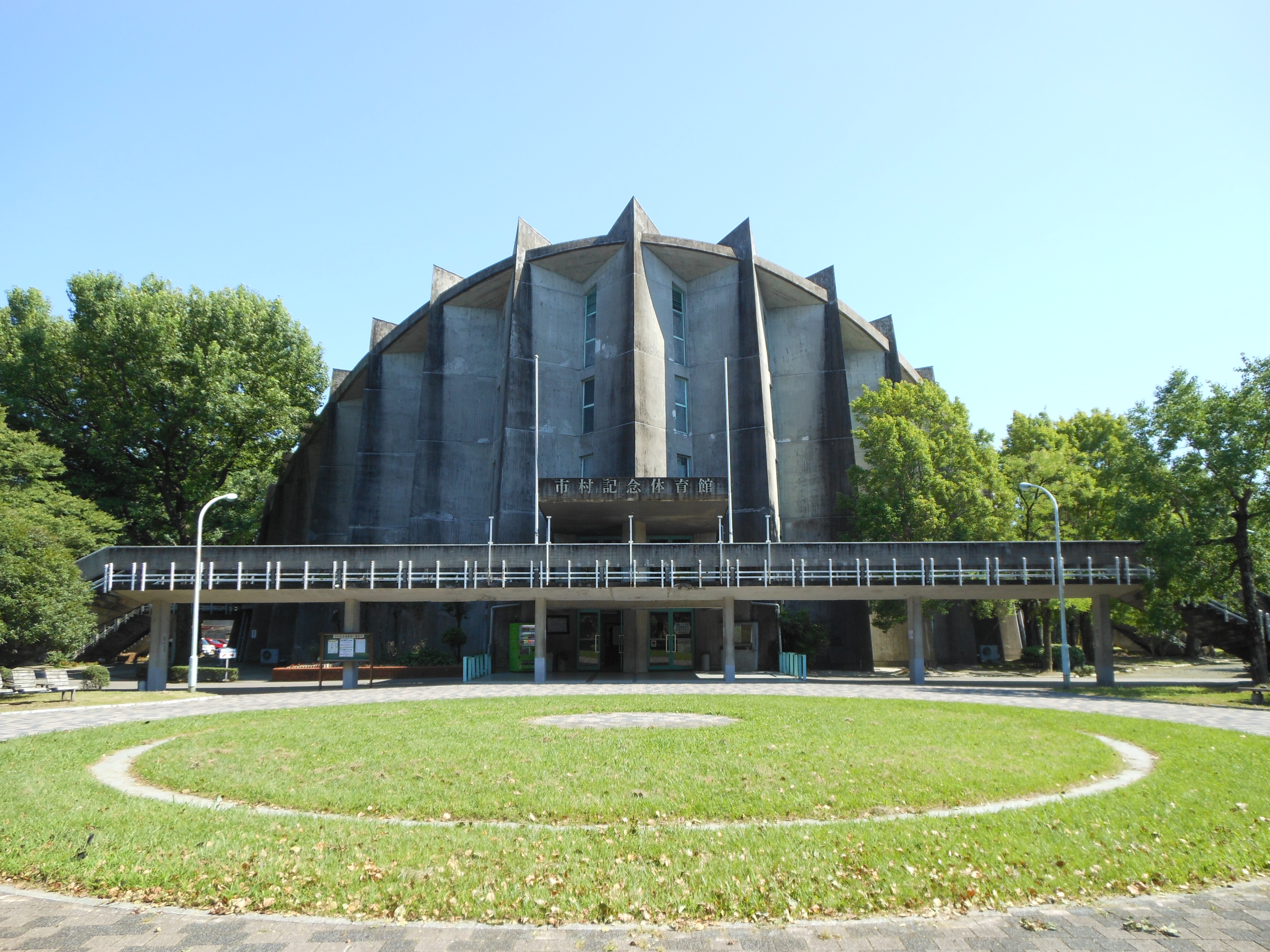
市村記念体育館
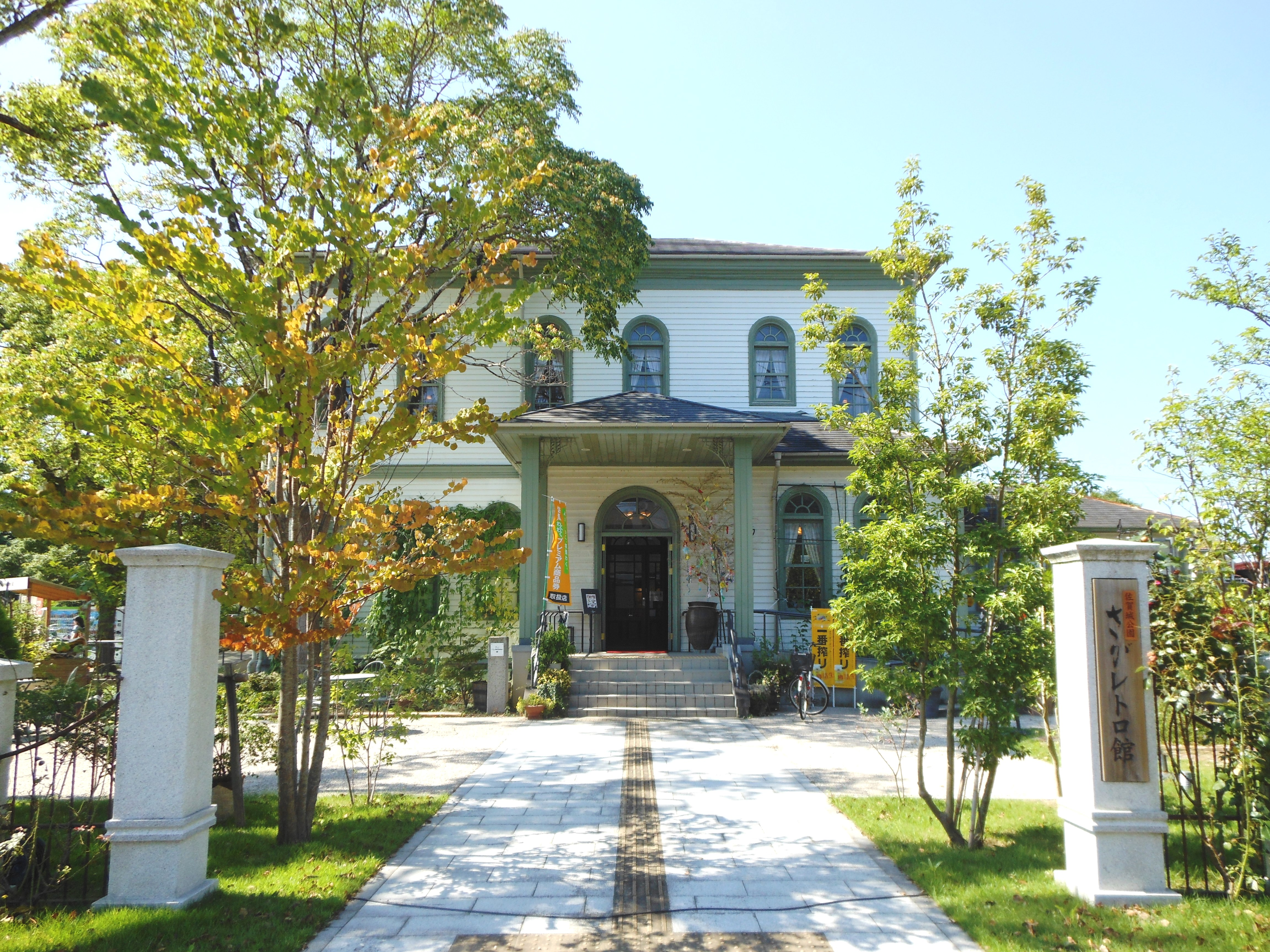
さがレトロ館
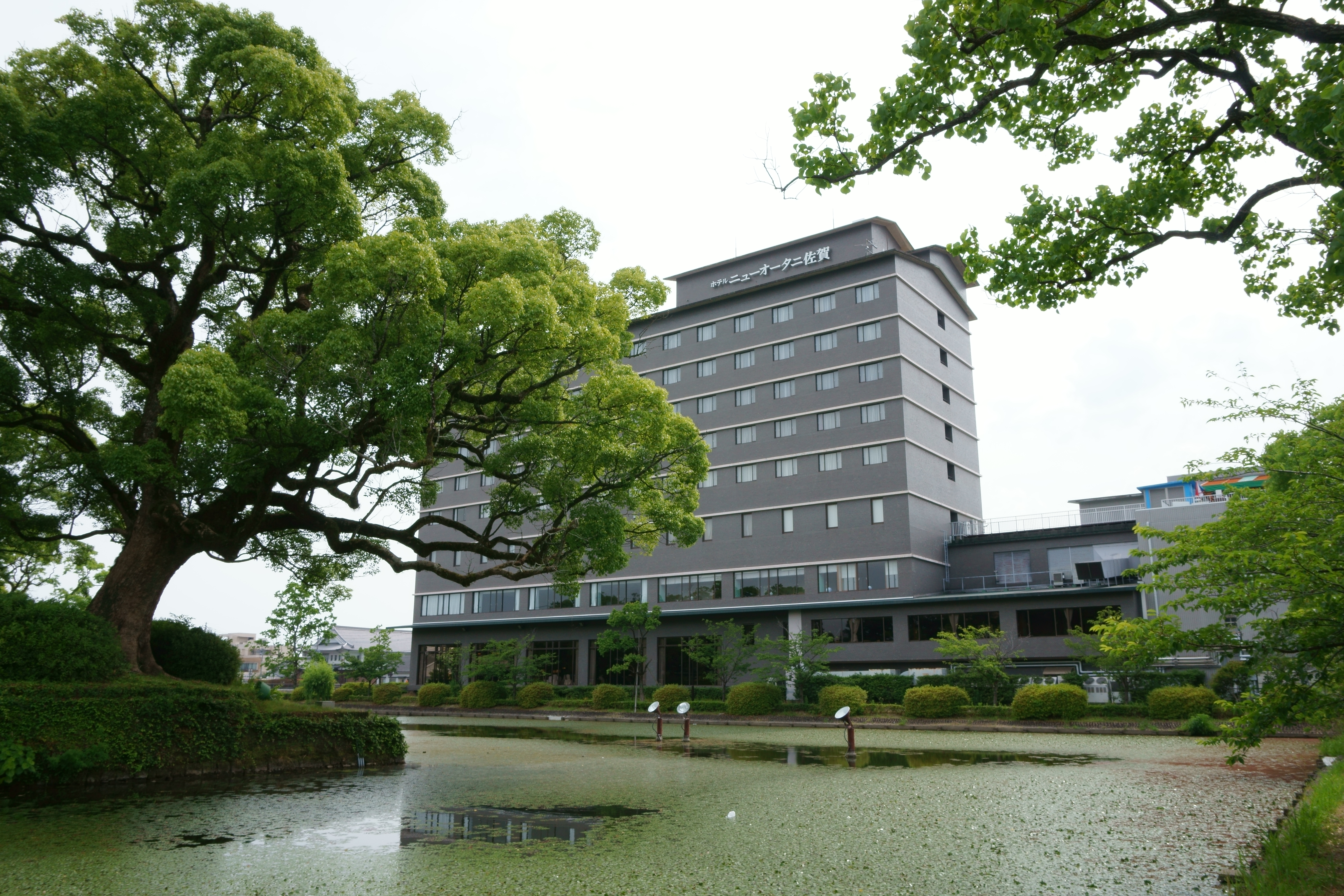
濠の北西に面するホテルニューオータニ佐賀
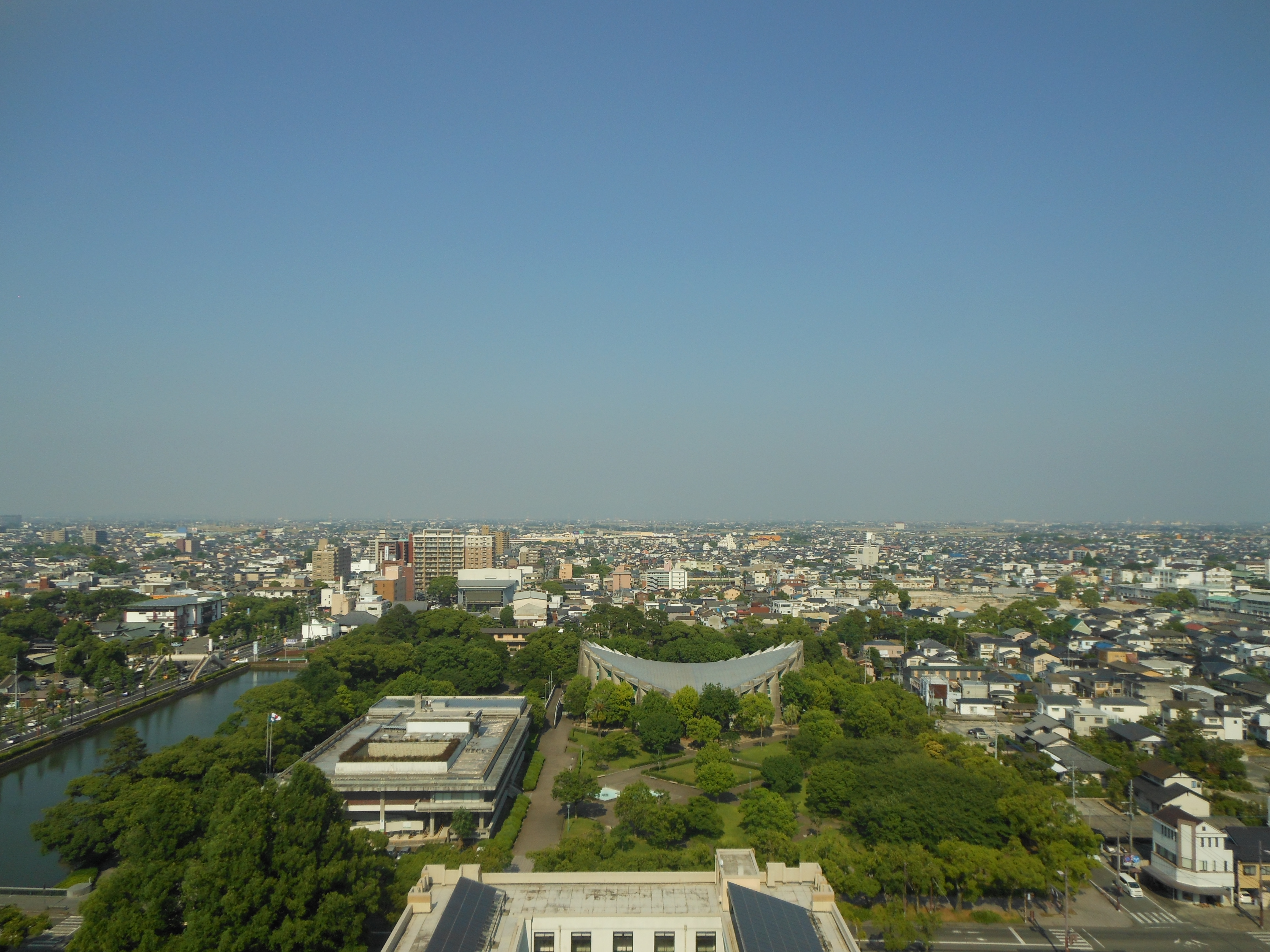
佐賀県庁展望ホールから見下ろす県立図書館・市村記念体育館と周辺緑地
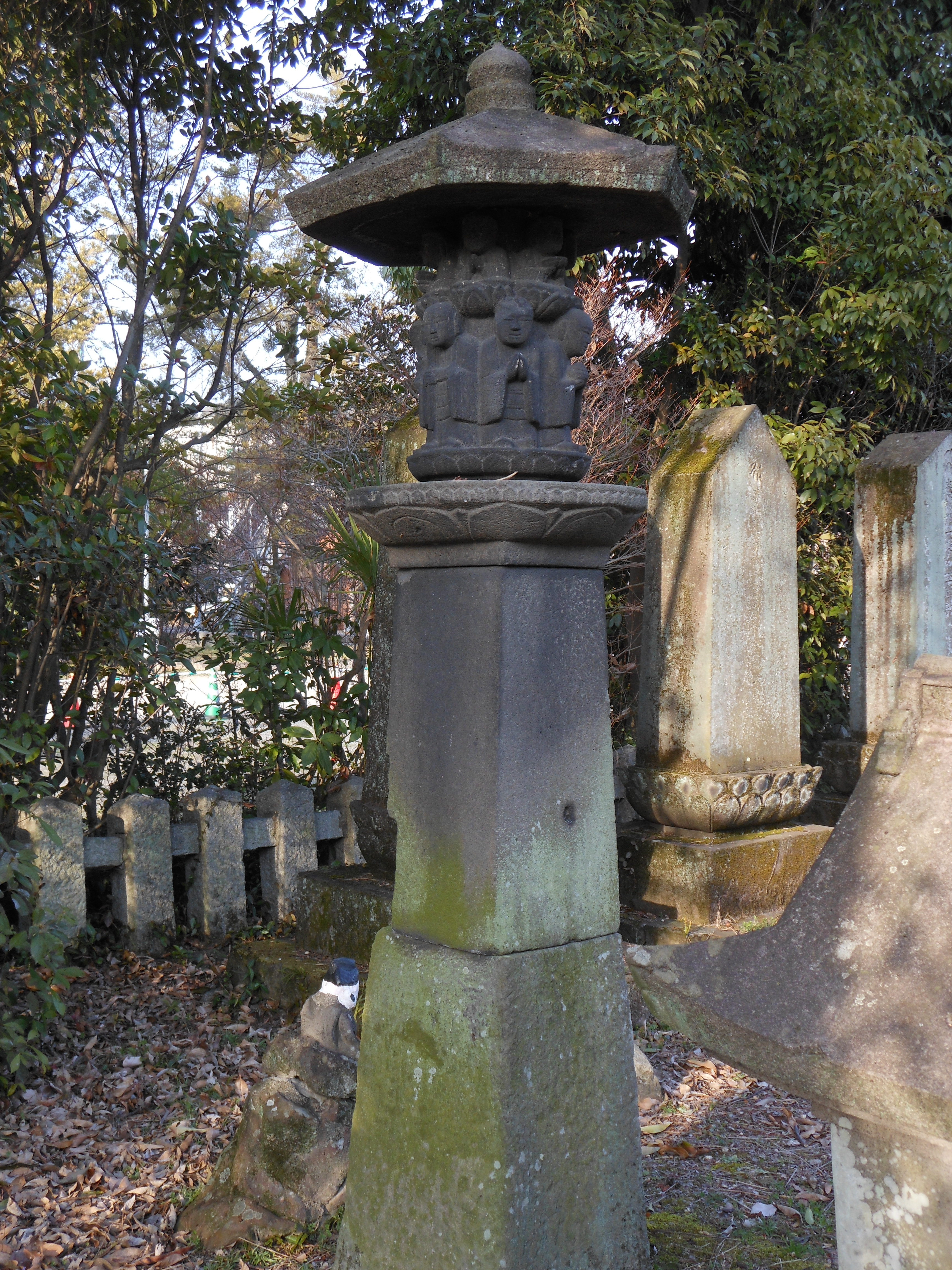
万部島の六地蔵

## 交通アクセス
佐賀駅バスセンターより、市営バスで「佐賀城跡」、「博物館前」などで下車。

## 周辺施設
- 佐賀県庁
- 佐賀合同庁舎（佐賀地方法務局など）
- サガテレビ
- 佐賀県立佐賀西高等学校
- 佐賀大学文化教育学部附属中学校
- 佐賀大学文化教育学部附属小学校